# Balkars
- Balkars

Carte ethno-linguistique du Caucase
Balkars

Les Balkars (en langue karatchaï-balkar : singulier таулу- tawlu, pluriel таулула - tawlula, аланла - alanla) sont un peuple turcique du Caucase du nord ou Ciscaucasie, qui forment avec les Kabardes la population titulaire de la Kabardino-Balkarie, république autonome de la fédération de Russie. Leur langue appelée karatchaï-balkar fait partie du sous-groupe ponto-caspien du groupe nord-ouest des langues turques (groupe kyptchak), apparenté au tatar de Crimée, au bachkir et au koumyk.
En 2002, quelque 105 000 Balkars vivaient dans la république de Kabardino-Balkarie.
Il existe une opinion répandue chez certains scientifiques selon laquelle les Balkars seraient les descendants d'une tribu bulgare qui se serait déplacée vers le Caucase, après que les Huns eurent effectué leur migration vers l'ouest au début du IVe siècle (Bulgares blancs Onugoundouri).
Le terme Balkar dériverait du mot Bolgar ou Bulgar ; les Balkars étant alors des Bulgares habitant primitivement dans la Grande Bulgarie, qui se fixèrent dans le Caucase, pendant que d'autres migraient vers les Balkans, où ils fondèrent la Bulgarie, vers la Tatarie actuelle (sur la moyenne Volga), où ils fondèrent le Khanat bulgare de la Volga, ou encore vers l'Italie et la Pannonie.
En 1944, Staline accusa les Balkars de Kabardino-Balkarie de collaboration avec l'Allemagne nazie et ordonna la déportation de la population tout entière. Leur territoire fut alors rebaptisé RSSA de Kabardie. En 1957, la population balkare fut autorisée à réintégrer sa région d'origine, dont le nom de Kabardino-Balkarie fut dès lors rétabli.